# Gabriele Perretta
 (octobre 2019).
Pour les articles homonymes, voir Perretta.
Gabriele Perretta, né en 1958 à Naples, est un écrivain, sémiologue, critique d'art et professeur d'université sur les arts (Paris IV), l'esthétique et la recherche sur les médias  italiens.

## Biographie
Créateur de la théorie du Medialismo, mouvement artistique qui exerce une influence sur la recherche artistique, notamment en Italie, depuis les années 1990. Il a animé des séminaires et des cours à Barcelone, Louvain, Francfort et Paris, où il enseigne actuellement l'histoire et la théorie de critiques tout en maintenant une chaire d’esthétique technologique à l’Académie des Beaux-Arts de Brera 2 à Milan. Intervenant à la conférence sur le projet Arte, Media e Comunicazione de Tommaso Tozzi, tenue à Rome en 1997. Orateur aux côtés de Roberto Brunelli, Gino Gianuizzi et Nello Teodori à la conférence nationale Actualité de l'art italien des années 90 tenue à Gualdo Tadino le 23 mars 2019.

## Publications
- 1993 : Medialismo, Giancarlo Politi éditeur, Milan.
- 1993 : Pittura Mediale, Ruggerini & Zonca Arte Moderna e Contemporanea, Milan.
- 2002 : Nel tempo dell’adesso, Mimesis éditeur, Milan.
- 2002 : Art.comm. Collettivi, reti, gruppi diffusi, comunità acefale nella pratica dell'arte: oltre la soggettività singolare, Castelvecchi éditeur, Rome.
- 2005 : I mestieri di érgon. Fabric'art: visioni, oggetti, storie della medialità, Mimesis éditeur, Milan.
- 2012 : Framing Biennale! Lettres à un jeune penseur, Frullini éditeur, Naples
- 2019 : In.finite vie di toni, Affinità Elettive Edizioni  (ISBN 8873264492)[4].